# Інтеграл Лебега — Стілтьєса
У математичному аналізі інтеграл Лебега — Стілтьєса узагальнює поняття інтеграла Рімана — Стілтьєса і інтеграла Лебега на дійсній прямій. Він є звичайним інтегралом Лебега щодо так званої міри Лебега — Стілтьєса, асоційованої із якоюсь функцією обмеженої варіації на дійсній прямій. Міра Лебега — Стілтьєса є регулярною мірою Бореля і кожна регулярна міра Бореля, що є обмеженою для обмежених множин на дійсній прямій є мірою Лебега — Стілтьєса для деякої неспадної функції.
Іноді також використовуються терміни інтеграл Лебега — Радона або просто інтеграл Радона. Названий на честь Анрі Лебега, Томаса Стілтьєса і Йогана Радона. Інтеграл Лебега — Стілтьєса широко застосовується у теорії ймовірностей, зокрема теорії стохастичних процесів і в деяких розділах математичного аналізу, наприклад теорії потенціалу.

## Означення

### Міра Лебега — Стілтьєса
Нехай g є монотонно неспадною і неперервною справа функцією на інтервалі [a, b]. Множина інтервалів (s, t], де a ≤ s < t ≤ b  разом із одноточковою множиною {a} і порожньою множиною утворює напівкільце множин.  Нехай за означенням w((s, t]) = g(t) − g(s) і w({a}) = 0. Подібно можна розглядати випадок коли g є неперервною зліва, w([s,t)) = g(t) − g(s) і w({b}) = 0. 
Функція w є (σ-адитивною) мірою на цьому напівкільці. Справді функція є невід'ємною і адитивною. Нехай {\displaystyle (s_{n},\ t_{n}],\quad n\geqslant 1} є послідовністю інтервалів перетин кожної пари яких є порожньою множиною і {\displaystyle \bigsqcup _{n=1}^{\infty }(s_{n},t_{n}]=(s,t].} Із означення напівкільця для кожного {\displaystyle N\geqslant 1} для різниці множин виконується рівність {\displaystyle (s,t]\setminus \bigsqcup _{n=1}^{N}(s_{n},t_{n}]=\bigsqcup _{n=1}^{m}S_{n},} де всі {\displaystyle S_{n}} теж є напіввідкритими інтервалами із [a, b]. Із адитивності w тоді: {\displaystyle w((s,t])=\sum _{n=1}^{N}w((s_{n},t_{n}])+\sum _{n=1}^{m}w(S_{n})\geqslant \sum _{n=1}^{N}w((s_{n},t_{n}]).} Після граничного переходу також {\displaystyle w((s,t])\geqslant \sum _{n=1}^{\infty }w((s_{n},t_{n}]).}
Навпаки із неперервності справа функції g випливає, що для довільного {\displaystyle \varepsilon >0} існує таке {\displaystyle s'\in (s,\ t),} що {\displaystyle g(s')-g(s)<\varepsilon } і тому {\displaystyle w((s,\ t])-w((s',\ t])=g(s')-g(s)<\varepsilon .}
Якщо {\displaystyle t_{n}=b} для деякого {\displaystyle n\geqslant 1}   то позначимо {\displaystyle t'_{n}=b} для кожного {\displaystyle n\geqslant 1}, для інших інтервалів із неперервності справа функції g як і вище випливає для кожного {\displaystyle n\geqslant 1} існування такого {\displaystyle t'_{n}\in (t_{n},\ b)}, що {\displaystyle g(t')-g(t)<{\frac {\varepsilon }{2^{n}}}} і тому також {\displaystyle w((s_{n},\ t'_{n}])-w((s_{n},\ t_{n}])=g(t')-g(t)<{\frac {\varepsilon }{2^{n}}}.}
Множина {\displaystyle [s',\ t]} є компактною підмножиною {\displaystyle (s,\ t]}, відповідно вона покривається множинами виду {\displaystyle (s_{n},\ t'_{n})} (і додатково можливо деякою множиною {\displaystyle (s_{i},\ b]} якщо {\displaystyle t'_{i}=b};  ця множина теж є відкритою у топології на  [a, b]), а тому і скінченною кількістю таких множин. Звідси зокрема для деякого {\displaystyle N\geqslant 1}:
{\displaystyle w((s',\ t])\leqslant \sum _{n=1}^{N}w((s_{n},\ t'_{n}])\leqslant \sum _{n=1}^{\infty }w((s_{n},\ t'_{n}]).}
Із попередніх нерівностей також {\displaystyle w((s,\ t])<w((s',\ t])+\varepsilon } і {\displaystyle w((s_{n},\ t'_{n}])<w((s_{n},\ t_{n}])+{\frac {\varepsilon }{2^{n}}}} тому 
{\displaystyle w((s,\ t])<w((s',\ t])+\varepsilon <\sum _{n=1}^{\infty }w((s_{n},\ t_{n}])+{\frac {\varepsilon }{2^{n}}}+\varepsilon <\sum _{n=1}^{\infty }w((s_{n},\ t_{n}])+2\varepsilon .}
Оскільки {\displaystyle \varepsilon >0} є довільним, то {\displaystyle w((s,\ t])\leqslant \sum _{n=1}^{\infty }w((s_{n},\ t_{n}])} і враховуючи доведену вище протилежну нерівність остаточно {\displaystyle w((s,\ t])=\sum _{n=1}^{\infty }w((s_{n},\ t_{n}]).}
Оскільки w є (σ-адитивною) мірою на цьому напівкільці то згідно теореми Каратеодорі про продовження, існує єдина міра μg на борелівських підмножинах інтервалу [a, b], яка узгоджується із w на кожному інтервалі I. Міра μg  одержується із зовнішньої міри заданої як
{\displaystyle \mu _{g}(E)=\inf \left\{\sum _{i}\mu _{g}(I_{i})\ :\ E\subset \bigcup _{i}I_{i}\right\}}
де інфімум береться по всіх покриттях множини E зліченною кількістю напіввідкритих інтервалів. Обмеження цієї зовнішньої міри на σ-алгебру вимірних множин, яка включає борелівську σ-алгебру є локально скінченною і σ-скінченною мірою. Ця міра називається мірою Лебега — Стілтьєса для функції g.

### Інтеграл Лебега — Стілтьєса
Нехай спершу  {\displaystyle f:\left[a,b\right]\rightarrow \mathbb {R} }  є вимірною за Борелем і обмеженою, а  {\displaystyle g:\left[a,b\right]\rightarrow \mathbb {R} }  є монотонною і неперервною справа. Якщо g є неспадною то Інтеграл Лебега — Стілтьєса
{\displaystyle \int _{a}^{b}f(x)\,dg(x)}
за означенням є інтегралом Лебега функції  f  щодо визначеної вище міри Лебега — Стілтьєса μg. 
Якщо g є незростаючою, тоді за означенням
{\displaystyle \int _{a}^{b}f(x)\,dg(x):=-\int _{a}^{b}f(x)\,d(-g)(x),}
де останній інтеграл визначений як вище.
Якщо функція g має обмежену варіацію і  f  є обмеженою, тоді можна записати
{\displaystyle dg(x)=dg_{1}(x)-dg_{2}(x)}
де g1(x) = V x
ag є повною варіацією функції g на інтервалі [a, x], а g2(x) = g1(x) − g(x). Функції g1 і g2 є монотонно неспадними. У цьому випадку інтеграл Лебега — Стілтьєса щодо g за означенням є рівним:
{\displaystyle \int _{a}^{b}f(x)\,dg(x)=\int _{a}^{b}f(x)\,dg_{1}(x)-\int _{a}^{b}f(x)\,dg_{2}(x),}
де останні два інтеграли визначені, як і вище.

### Інтеграл Деніела
Альтернативно (Hewitt та Stromberg, 1965) інтеграл Лебега — Стілтьєса можна розглядати як інтеграл Даніела, що розширює звичайний інтеграл Рімана — Стілтьєса.  Нехай g є неспадною неперервною справа функцією на [a, b], і I( f ) позначає інтеграл Рімана — Стілтьєса:
{\displaystyle I(f)=\int _{a}^{b}f(x)\,dg(x)}
для всіх неперервних функцій  f . функціонал I задає міру Радона на [a, b].  Цей функціонал можна продовжити на клас всіх невід'ємних функцій за правилом:
{\displaystyle {\begin{aligned}{\overline {I}}(h)&=\sup \left\{I(f)\ :\ f\in C[a,b],0\leq f\leq h\right\}\\{\overline {\overline {I}}}(h)&=\inf \left\{I(f)\ :\ f\in C[a,b],h\leq f\right\}.\end{aligned}}}
Для вимірних за Борелем функцій:
{\displaystyle {\overline {I}}(h)={\overline {\overline {I}}}(h),}
і будь який із цих функціоналів тоді визначає інтеграл Лебега — Стілтьєса функції h. Зовнішня міра μg тоді визначається як
{\displaystyle \mu _{g}(A)={\overline {\overline {I}}}(\chi _{A})}
де χA є характеристичною функцією множини A.
Випадок функцій обмеженої варіації можна, як вище звести до попереднього за допомогою розкладу на додатну і від'ємну варіації.

## Приклад
Нехай  γ : [a, b] → R2 є спрямлюваною кривою на площині і  ρ : R2 → [0, ∞) є вимірною за Борелем. Тоді можна розглянути довжину γ щодо евклідової метрики зваженої на ρ:
{\displaystyle \int _{a}^{b}\rho (\gamma (t))\,d\ell (t),}
де {\displaystyle \ell (t)} є довжиною кривої γ обмеженої на [a, t]. Іноді це поняття називається ρ-довжиною кривої γ. Дане поняття має багато застосовань: наприклад на глинистих поверхнях швидкість із якою рухається особа залежить від глибини глинистої поверхні. Якщо  ρ(z) позначає обернене до швидкості у точці z, тоді ρ-довжина γ є часом необхідним щоб пройти γ. Також ρ-довжина використовується для поняття екстремальної довжини, що застосовується у теорії конформних відображень.

## Інтегрування частинами
Функція  f  називається "регулярною" у точці a якщо у цій точці існують границі справа і зліва f (a+) і f (a−)  і також:
{\displaystyle f(a)={\frac {f(a-)+f(a+)}{2}}.}
Для двох функцій U і V, що мають обмежену варіацію, якщо у кожній точці або хоча б одна з функцій U і V є неперервною або U і V обидві є регулярними, тоді справедливою є формула інтегрування частинами для інтеграла Лебега — Стілтьєса:
{\displaystyle \int _{a}^{b}U\,dV+\int _{a}^{b}V\,dU=U(b+)V(b+)-U(a-)V(a-),\qquad -\infty <<b<\infty .}
Тут міра Лебега — Стілтьєса є асоційованою із неперервними справа версіями функцій U і V; тобто із функціями {\textstyle {\tilde {U}}(x)=\lim _{t\to x^{+}}U(t)} і аналогічно для {\displaystyle {\tilde {V}}(x).} Обмежений інтервал (a, b) можна замінити необмеженими інтервалами (-∞, b), (a, ∞) або (-∞, ∞) якщо U і V мають обмежену варіацію на відповідному інтервалі. Також можна розглядати комплекснозначні функції.
Згідно альтернативного результату, що має важливе значення у теорії стохастичного інтегріування для двох функцій U і V із обмеженою варіацією, які є неперервними справа і мають ліві границі (тобто є càdlàg-функціями):
{\displaystyle U(t)V(t)=U(0)V(0)+\int _{(0,t]}U(s-)\,dV(s)+\int _{(0,t]}V(s-)\,dU(s)+\sum _{u\in (0,t]}\Delta U_{u}\Delta V_{u},}
де ΔUt = U(t) − U(t−). 

## Пов'язані поняття

### Інтеграл Лебега
Якщо g(x) = x для всіх дійсних x, тоді μg є мірою Лебега і інтеграл Лебега — Стілтьєса  f  щодо g є еквівалентним інтегралу Лебега  f .

### Іінтеграл Рімана — Стілтьєса і теорія ймовірностей
Якщо  f  є неперервною дійснозначною функцією дійсної змінної і v є неспадною дійсною функцією, інтеграл Лебега — Стілтьєса є еквівалентним інтегралу Стілтьєса.
Інтеграл Стілтьєса найчастіше використовується у теорії ймовірностей де v є функцією розподілу ймовірностей випадкової змінної X. Тоді зокрема:
{\displaystyle \int _{-\infty }^{\infty }f(x)\,dv(x)=\mathrm {E} [f(X)].}

## Багатовимірний інтеграл Лебега — Стілтьєса
Найчастіше на практиці розглядають одновимірний випадок але можна також дати означення і для вимірних випадків.
Нехай функція g (x, y) від двох змінних задовольняє властивості:
- Якщо {\displaystyle x_{1}\leqslant y_{1}} і {\displaystyle x_{2}\leqslant y_{2}} тоді {\displaystyle g(y_{1},y_{2})-g(x_{1},y_{2})-g(y_{1},x_{2})+g(x_{1},x_{2})\geqslant 0.}
- g (x, y) є неперервною справа по кожній окремій змінній.

Тоді для напіввідкритих прямокутників можна визначити:
{\displaystyle \mu _{g}((x_{1},x_{2}]\times (y_{1},y_{2}])=g(y_{1},y_{2})-g(x_{1},y_{2})-g(y_{1},x_{2})+g(x_{1},x_{2}).}
Напіввідкриті прямокутники {\displaystyle (x_{1},x_{2}]\times (y_{1},y_{2}]} разом із порожньою множиною утворюють напівкільце множин і {\displaystyle \mu _{g}} є σ—адитивною мірою на ньому. Відповідно аналогічно до одновимірного випадку згідно теореми Каратеодорі цю міру можна продовжити на σ—алгебру, що містить σ—алгебру Бореля. Інтеграл Лебега по цій мірі і називається двовимірним інтегралом Лебега — Стілтьєса.
Як частковий випадок, якщо g, f є неспадними неперервними справа функціями однієї дійсної змінної, то можна взяти
{\displaystyle \mu ((x_{1},x_{2}]\times (y_{1},y_{2}])=(g(y_{2})-g(y_{1}))\cdot (f(x_{2})-f(x_{1})).}
Цей випадок також дає зрозуміти першу умову на функції для двовимірного випадку.
Для вищих розмірностей розглядаються напіввідкриті паралелепіпеди 
{\displaystyle (x'_{1},x''_{1}]\times (x'_{2},x''_{2}]\times \ldots \times (x'_{n},x''_{n}].}
Вони із порожньою множиною теж утворюю напівкільце. 
Функція {\displaystyle g(x_{1},\ldots ,x_{n})}, що визначає міру Лебега — Стілтьєса має бути неперервною справа по всіх аргументах. Додатково вона повинна задовольняти умову подібну до двовимірного випадку, яку теж найпростіше отримати із часткового випадку неспадних і неперервних справа функцій {\displaystyle g(x_{1}),\ldots ,g(x_{n})} і визначення міри як 
{\displaystyle \mu _{g}((x'_{1},x''_{1}]\times \ldots \times (x'_{n},x''_{n}])=(g_{1}(x''_{1})-g_{1}(x'_{1}))\cdot \ldots \cdot (g_{n}(x''_{n})-g_{n}(x'_{n})).}
Явно умови для функції {\displaystyle g(x_{1},\ldots ,x_{n})} можна записати так:
- Якщо {\displaystyle x'_{i}\leqslant x''_{i}} для всіх {\displaystyle i\in \{1,\ldots ,n\}} то {\displaystyle \sum _{j=1}^{2^{n}}(-1)^{\lambda (j)}g(X_{j})\geqslant 0.} У цій формулі {\displaystyle X_{j}} позначає вершини паралелепіпеда {\displaystyle [x'_{1},x''_{1}]\times [x'_{2},x''_{2}]\times \ldots \times [x'_{n},x''_{n}]} (загальна кількість яких є рівною {\displaystyle 2^{n}}). У загальному кожна така вершина має вигляд {\displaystyle X_{j}=(y_{1},y_{2},\ldots ,y_{n})} де кожна {\displaystyle y_{i}} є рівною {\displaystyle x'_{i}} або {\displaystyle x''_{i}}. {\displaystyle \lambda (j)} у формулі позначає кількість тих {\displaystyle y_{i}} у такому записі точки {\displaystyle X_{j}} для яких {\displaystyle y_{i}=x'_{i},} тобто кількість тих координат які на відповідній вершині мають найменше значення на паралелепіпеді.
- {\displaystyle g(x_{1},\ldots ,x_{n})} є неперервною справа по кожній окремій змінній.

Використовуючи позначення як і вище можна ввести міру:
{\displaystyle \mu _{g}((x'_{1},x''_{1}]\times \ldots \times (x'_{n},x''_{n}])=\sum _{j=1}^{2^{n}}(-1)^{\lambda (j)}g(X_{j}).}
{\displaystyle \mu _{g}} є σ—адитивною мірою і, знову ж,  згідно теореми Каратеодорі цю міру можна продовжити на σ—алгебру, що містить σ—алгебру Бореля. Інтеграл Лебега по цій мірі називається n-вимірним інтегралом Лебега — Стілтьєса.